# Nimfă (biologie)

Năpârlirea Miomantis paykullii

În biologie, o nimfă este forma imatură a unor nevertebrate, în special la insecte, care suferă o metamorfoză treptată (hemimetabolism), înainte de a ajunge la stadiul de adult. 
Spre deosebire de o larvă tipică, forma de ansamblu a nimfei seamănă deja cu cea a adulților. O nimfă care năpârlește nu mai poate reveni la starea de pupă. În schimb, rezultatul final al năpârlirii este o insectă adultă.